# Berillium-jodid
A berillium-jodid a hidrogén-jodid berilliumsója, képlete BeI2. Higroszkópos, nagyon mérgező anyag. Tetragonális vagy rombos fehér tűs kristályokat alkot. Hevesen reagál a vízzel.

## Előállítása
Elő lehet állítani berillium és jód reakciójával  500–700 °C-on:
{\displaystyle \mathrm {Be+I_{2}\longrightarrow BeI_{2}} }
De elő lehet állítani berillium-karbid és hidrogén-jodid reakciójával nitrogéngázban 600–700 °C-on:
{\displaystyle \mathrm {Be_{2}C+4\ HI\longrightarrow 2\ BeI_{2}+CH_{4}} }

## Tulajdonságai
A berillium-jodid nagyon higroszkópos, fehér por; hevesen reagál a vízzel, hidrogén-jodid keletkezik belőle:
{\displaystyle \mathrm {BeI_{2}+2\ H_{2}O\longrightarrow Be(OH)_{2}+2\ HI} }
A jódot fluor, klór és bróm kiszorítja a berillium-jodidból. Fluorral reagálva berillium-fluorid és jód-fluoridok keletkeznek belőle, klórral és brómmal reagálva berillium-klorid és berillium-bromid keletkezik belőle. Szilárdan és gőzfázisban is gyúlékony. Oxidálószerekkel, például kálium-permanganáttal vagy kálium-kloráttal reagálva elemi jód keletkezik belőle. Gőzfázisban dimer. 1200 °C-on az elemeire bomlik. A képződési entalpiája 21,80 kJ/mol, párolgási entalpiája 70,5 kJ/mol. Három kristályszerkezete ismert.
A berillium-jodid különböző kristályszerkezetinek rácsállandói
| Hőmérséklet tartomány   | Kristályszerkezet | a [Å] | b [Å] | c [Å] | β |
| ----------------------- | ----------------- | ----- | ----- | ----- | - |
| 290 °C alatt            | rombos            | 11,18 | 5,94  | 6,04  | - |
| 290 °C és 370 °C között | rombos            | 18,0  | 16,69 | 11,43 | - |
| 370 °C felett           | tetragonális      | 5,84  | 5,70  | -     | - |

## Felhasználása
Nagy tisztaságú berillium előállításához használják. Forró volfrám izzószállal érintkezve bomlik.

## Fordítás
Ez a szócikk részben vagy egészben  a   Berylliumiodid című német Wikipédia-szócikk fordításán alapul.  Az eredeti cikk szerkesztőit annak laptörténete sorolja fel. Ez a jelzés csupán a megfogalmazás eredetét és a szerzői jogokat jelzi, nem szolgál a cikkben szereplő információk forrásmegjelöléseként.
Ez a szócikk részben vagy egészben  a   Beryllium iodide című angol Wikipédia-szócikk ezen változatának fordításán alapul.  Az eredeti cikk szerkesztőit annak laptörténete sorolja fel. Ez a jelzés csupán a megfogalmazás eredetét és a szerzői jogokat jelzi, nem szolgál a cikkben szereplő információk forrásmegjelöléseként.